# إريك نويتش
إريك نويْتش Erik Neutsch (ولد في شونيبيك الواقعة على ضفاف نهر الإلبه في 21 يونيو 1931) روائي وقصصي وشاعر وسياسي ألماني.

## حياته
ينحدر إريك نويتش من عائلة معظم أفرادها كانوا عمالا، وبعد أن التحق بالمدرسة العليا وحصل على الشهادة الثانوية، انضم في عام 1949 إلى حزب الوحدة الاشتراكي الألماني SED ومنظمة الشباب الألماني الحر FDJ في ألمانيا الشرقية.
وبين عامي 1950 و 1953 درس علوم الاجتماع والصحافة في جامعة لايبزج. وبعد أن أنهى دراسته بنجاح وحصل على دبلوم الصحافة، عمل حتى عام 1960 محررا ثقافيا واقتصاديا في مجلة Die Freiheit (الحرية) في مدينة هاله Halle الواقعة على نهر الزاله Saale.
وقد تفرغ إريك نويتش منذ عام 1960 للكتابة الأدبية والصحفية في هاله. وفي عام 1964 أصبح عضوا في الإدارة الإقليمية لـ SED في مدينة هاله. وفي عامي 1970 و 1971 تطوع للخدمة العسكرية لمدة عام كضابط سياسي في الجيش الشعبي الوطني.

## أدبه
كتب إريك نويتش الرواية والقصة والشعر وكتب الأطفال والمقال الصحفي وكذلك السيناريو. وقد كانت كتبه – التي كانت ذات طابع حزبي – تعالج المشاكل الاجتماعية على خلفية تساؤل مستمر، وهو هل الاشتراكية مطبقة حقا في ألمانيا الشرقية.
وكانت روايته «أثر الصخور» Spur der Steine أكثر رواياته نجاحا، وهي تتناول قصة تطور عامل في موقع للبناء، من شخص مستقل بذاته، إلى عضو متكيف في المجتمع الاشتراكي. وقد طبع من الكتاب أكثر من 000 500 ألف نسخة، وهو بذلك واحد من أكثر الكتب نجاحا في الإنتاج الأدبي لألمانيا الشرقية. وقد حول الرواية فرانك باير إلى فيلم سينمائي في عام 1966, لكن السلطات منعته من العرض.
وتعد سلسلة الروايات «السلام في الشرق» Der Friede im Osten أهم أعماله على الإطلاق، وقد بدأت في كتابة أول رواية فيها في الستينيات. وتعرض السلسلة الروائية تاريخ ألمانيا الشرقية في شكل ملحمي. وتتكون السلسلة من ست أجزاء نشرت منها أربع حتى الآن.
انضم إريك نويتش إلى عضوية اتحاد الكتاب في جمهورية ألمانيا الديمقراطية في عام 1960, وترأس من عامي 1963 إلى 1965 الفرع الإقليمي من الاتحاد في مدينة هاله. وانضم في عام 1974 إلى أكاديمية الفنون الألمانية في برلين الشرقية، وفي عام 1990 أصبح عضوا في اتحاد الكتاب الألماني.

## جوائز حصل عليها
- 1961 و 1962 : الجائزة الأدبية من اتحاد النقابات الألمانية الحر
- 1964 و 1981: الجائزة الوطنية من جمهورية ألمانيا الديمقراطية
- 1969: ميدالية الاستحقاق من جمهورية ألمانيا الديمقراطية
- 1971: جائزة هاينريش مان وجائزة الفن من مدينة هاله

## من أعماله
- حكايات المطر 1960
- قصص من بيترفيلد 1961
- اللقاء الثاني 1961
- أثر الصخور 1964
- الآخرون وأنا 1970
- أولاف والطائر الأصفر 1972
- الجلد أو القميص 1972
- أيام حياتنا 1973
- السلام في الشرق (سلسلة روايات)
- ضربة الموت 1994
- عن أوزة صغيرة لم ترغب في أن تتعلم الطيران 1995
- الراعي 1998
- الحب والموت 1999
- بعد التمرد الكبير 2003

## مواقع خارجية
- https://web.archive.org/web/20070927215907/http://www.stiftung-aufarbeitung.de/service_wegweiser/personen_detail.php?ID=1753
- http://www.dhm.de/lemo/html/biografien/NeutschErik/

## روابط خارجية
- إريك نويتش على موقع IMDb (الإنجليزية)
- إريك نويتش على موقع مونزينجر (الألمانية)
- إريك نويتش على موقع كينوبويسك (الروسية)